# Han Da-ra
Han Da-ra (한다라?), pseudonimo di Na Hae-ryung (나해령?, 羅海嶺?, Na Hae-ryeongLR, Na HaeryŏngMR; Seul, 11 novembre 1994), è una cantante e attrice sudcoreana, ex-membro dei gruppi musicali EXID e Bestie.

## Carriera
Usando il suo nome di battesimo, Na Hae-ryung, inizia a recitare all'età di 7 anni, apparendo nei serial televisivi Ban-ollim e Magic Kid Masuri. Nel 2008 entra come tirocinante alla JYP Entertainment dopo aver sostenuto un'audizione, poi passa alla Cube Entertainment e infine alla AB Entertainment, esordendo nelle EXID il 16 febbraio 2012 con il singolo digitale Holla, trainato dalla title track "Whoz That Girl". Lascia il gruppo due mesi dopo per dedicarsi alla recitazione e appare nel drama Nine - Ahop beon-ui sigan-yeohaeng la primavera successiva. L'11 giugno 2013, torna sulla scena musicale nel quartetto delle Bestie, presentando il singolo "Pitapat".
Nel 2015, interpreta la protagonista nelle webserie 9cho yeong-won-uisigan e 25sarangbyeondong. Il suo primo ruolo come personaggio principale su una rete nazionale è quello di Jung Kkot-nim in Nae ma-eum-ui kkotbi su KBS nel 2016. Dopo quattro anni di inattività, nel 2023 firma un contratto con la OSR Entertainment e torna a recitare con il nome di "Han Da-ra" in un episodio di 7in-ui talchul.

## Filmografia

### Cinema
- Hwangsanbul (황산벌), regia di Lee Joon-ik (2003)
- Sisilli 2km (시실리2km), regia di Shin Jeong-won (2004)
- Sasageon-geon (사사건건), regia di Jo Sung-hee, Kim Ye-yeong, Kim Yeong-geun, Lee Jeong-wook e Hong Sung-hoon (2010)

### Televisione
- Chumchuneun sonyeo Wawa (춤추는 소녀 와와) – serie TV (2001)
- Magic Kid Masuri (매직키드 마수리) – serie TV (2002)
- School Story – serie TV (2002)
- Ban-ollim (반올림) – serie TV (2003)
- Innyeon-e yeoldunamja (일년에 열두남자) – serie TV (2012)
- Nine - Ahop beon-ui sigan-yeohaeng (나인: 아홉 번의 시간여행) – serie TV (2013)
- Yeppeuda Oh Man-bok (예쁘다 오만복), regia di Hwang In-hyuk – film TV (2014)
- Hi! School - Love On (하이스쿨: 러브온) – serie TV (2014)
- Naegen neomu sarangseureo-un geunyeo (내겐 너무 사랑스러운 그녀) – serie TV (2014)
- The Lover (더 러버) – serie TV (2015)
- Producer (프로듀사) – serie TV, episodi 9-11 (2015)
- Eomma (엄마) – serie TV (2015-2016)
- Nae ma-eum-ui kkotbi (내 마음의 꽃비) – serial TV, 120 episodi (2016)
- Fantastic (판타스틱) – serie TV (2016)
- Woo-joo-ui Byul-i (우주의 별이) – serie TV (2017)
- Ildan tteugeopge cheongsohara!! (일단 뜨겁게 청소하라!!) – serie TV (2018-2019)
- 7in-ui talchul (7인의 탈출) – serie TV, episodio 2 (2023)

### Web
- 25sarangbyeondong (25사랑병동) – webserie (2015)
- 9cho yeong-won-uisigan (9초 영원의시간) – webserie (2015)
- Oh! Banjiha yeosindeur-i-yeo (오! 반지하 여신들이여) – webserie (2017)[14]

## Videografia
Han Da-ra è apparsa nei seguenti video musicali:
- 2013 – "Talk to My Face" dei D-Unit[15]
- 2013 – "Sing the Spring" dei 40 (Forty)
- 2013 – "Like a Movie" dei 40 (Forty) e Lim Jeong-hee
- 2014 – "Go and Come Back" di Son Heun-soo
- 2014 – "Headache" degli High4[16]
- 2014 – "Still in Love" di Baek Ji-young[17]
- 2015 – "Your Voice" di Noel[18]
- 2015 – "Autumn Leaves" di UJi